# Even Odds
Even Odds ist ein Jazzalbum von Dan Weiss. Die am 19. und 20. September 2023 entstandenen Aufnahmen erschienen am 29. März 2024 auf Cygnus Recordings.

## Hintergrund
Even Odds nahm der Schlagzeuger Dan Weiss mit dem Altsaxophonisten Miguel Zenón und dem Pianisten Matt Mitchell auf, mit denen er in den letzten Jahren viel zusammenarbeitete. Auf dem Album werden zwei unterschiedliche Herangehensweisen ausprobiert: Sechs der Stücke sind herkömmliche Kompositionen, bei denen das von Weiss geschriebene Material vom Trio gemeinsam interpretiert wird. Die anderen Titel beruhen auf spielerischen Provokationen, mit denen Weiss die Mitglieder seines Trios konfrontierte, und begannen als kurze Schlagzeugübungen oder Grooves, die Weiss solo einspielte. Diese Fragmente legte er im Studio Zenón und Mitchell vor und bat sie, darüber zu improvisieren. Es entstanden knorrige Miniaturen, von denen viele weniger als eine oder zwei Minuten dauern, bei denen die Musiker konzentriert, dicht Gepacktes erzeugen, um vollständig geformte Aussagen zu realisieren, obgleich sie rhythmische Wagnisse durchlaufen.
Weiss ist vom Pokerspiel und strategischen Spielen fasziniert und schließt mit anderen Menschen Wetten über die verrücktesten Dinge ab. Bei Even Odds, so meinte er, „gab es immer die Möglichkeit, dass diese Stücke in viele verschiedene Richtungen gehen könnten. Ich hatte noch nie zuvor auf diese Weise aufgenommen, also fühlte es sich ein bisschen wie ein Glücksspiel an. Der Titel Even Odds spiegelt dieses Spiel wider, weist aber auch auf die Dichotomie hin, die das Album belebt – das ungerade Trio von Meistern, die gleichwertige Beiträge zum Gruppensound leisten; sie treffen auf ein gleichberechtigtes Spielfeld, auch wenn sie mit Material konfrontiert werden, das sie aus dem Gleichgewicht bringen soll.“

## Titelliste
- Dan Weiss: Even Odds (Cygnus Recordings CR104)[2]

1. It Is What It Is 3:38
2. The Children Of Uvalde 6:25
3. Bu 2:52
4. Rising 2:02
5. Recover The Mindset 2:03
6. M And M 2:05
7. Horizontal Lifestyle 0:44
8. Vertical Lifestyle 0:48
9. Five To Nine 5:36
10. Ititrefen 3:57
11. Too Many Outs 0:54
12. Runner-Runner 0:56
13. Nineteen To The Dozen 1:12
14. Max Roach 5:34
15. Bribes And Ultimatums 0:57
16. Royal Beatings 1:12
17. Fathers And Daughters 6:02
18. Peculiar Pathos of Self Importance 2:01
19. Conversing with Stillness 2:02
20. Nusrat 3:45

Die Kompositionen stammen von Dan Weiss.

## Rezeption
Der Schlüssel zu dieser fabelhaften Session von Dan Weiss mit Miguel Zenón und Matt Mitchell sind improvisatorische Fragmente, die der Schlagzeuger im Rahmen seines Alltags aufgenommen hat, schrieb Dave Sumner in Bandcamp. Weiss habe sie Zenón und Mitchell präsentiert und sie aufgefordert, zu diesen Fragmenten zu improvisieren. Diese Prämisse sei jedoch nur der Anfang vieler Veränderungen gewesen – in den Combos, in der Aufnahmetechnik, im Ton – und schließlich werde klar, dass Unvorhersehbarkeit das Leitprinzip der Session war. Die Stücke, die verstohlen vom ersten bis zum letzten Ton hüpfen, seien am fesselndsten, aber wenn sich die Musiker auf eine Melodie einlassen, seien die Ergebnisse herzzerreißend schön.
Nach Ansicht von Mike Jurkovic, der das Album in All About Jazz rezensierte, handelt sich nicht um ein unsachgemäß aufbewahrtes, streng geheimes Dokument, das Weiss seit Jahren auf die Probe stellen wollte. Seine bisherige Arbeit an der Seite von Zenón und Mitchell sowie Rudresh Mahanthappa, Florian Weber, Jon Irabagon und Jamie Baum sei ein klarer Beweis dafür. Was auch immer Weiss‘ kompositorische Argumentation angeht – in der PR wird erklärt, dass der Schlagzeuger hoffte, seine Erkundungen auf andere Unbekannte auszudehnen, indem er die Balance zwischen der oben erwähnten freien Hand und traditionelleren (wenn auch eher lockeren) Strukturen fand – die zwanzig fesselnden Stücke von Even Odds verkörperten ein entschlossenes Bewusstsein, dem man sich kaum widersetzen könne.
Das Album gelangte im Juli 2024 auf #50 (den letzten Platz) bei dem von Tom Hull erhobenen Mid-Year Jazz Critics Poll.
Als zu Recht gefeierter Schlagzeuger würde Dan Weiss als Bandleader immer noch unterschätzt werden, schrieb Hank Shteamer (Dark Forces Swing Blind Punches). Alle seine Projekte, vom langjährigen Trio mit Jacob Sacks und Thomas Morgan bis zum mächtigen Trio Starebaby, seien lohnenswert, und dies sei ein weiterer Höhepunkt: ein Trio mit Miguel Zenón und Matt Mitchell, das alle Facetten von Weiss’ Kunst zeige, angefangen bei der Intelligenz und kinetisch zum Sparsamen und Herzlichen.
. Alle seine Projekte, vom langjährigen Trio mit Jacob Sacks und Thomas Morgan bis zum mächtigen Starebaby, sind lohnenswert, und dies ist ein weiterer Gewinner: ein Trio mit Miguel Zenón und Matt Mitchell, das alle Facetten von Weiss‘ Kunst zeigt, angefangen bei der Intelligenz und kinetisch zum Sparsamen und Herzlichen.